# ميغان دوقة ساسكس
راشيل ميغان ماركل (بالإنجليزية: Rachel Meghan Markle)، وُلدت في 4 أغسطس 1981، هي ممثلة أمريكية سابقة وناشطة في الأعمال الخيرية والاجتماعية. اشتهرت بأداء دور "رايتشل زين" في المسلسل الدرامي Suits منذ عام 2011، كما عُرفت بدور "العميلة الخاصة إيمي جيسوب" في مسلسل الخيال العلمي فرينج. إضافة إلى ذلك، عملت ماركل سابقًا بشكل مستقل في مجال فن الخط.
دخلت ميغان في علاقة مع الأمير هاري في يونيو 2016، وأعلنا خطبتهما رسميًا في 27 نوفمبر 2017، في اليوم ذاته الذي أقاما فيه حفل الخطوبة. وكشف الثنائي عن نيتهما الزواج في ربيع عام 2018. في أعقاب الخطوبة، أعلنت ماركل أنها ستعتزل التمثيل بعد الزواج، مؤكدة رغبتها في تكريس وقتها للعائلة والعمل الإنساني.
تزوجت من الأمير هاري في 19 مايو 2018، وبعد زواجهما رُزقت بطفلهما الأول، آرتشي ماونتباتن وندسور، في مايو 2019. وفي عام 2020، وبعد أن قررت وزوجها التخلي عن أدوارهما الرسمية ضمن العائلة الملكية البريطانية، أعلنت ميغان أن أول عمل تشارك فيه بعد الاعتزال سيكون تعليقًا صوتيًا في الفيلم الوثائقي (الفيل) من إنتاج شركة ديزني، والذي عُرض في أبريل من العام نفسه.

## النشأة
ولدت راشيل ميغان ماركل في 4 أغسطس 1981 في لوس أنجلوس، كاليفورنيا. وقد وصفت والديها قائلة:
 والدتها والتي تحمل اسم دوريا راغلاند حاصلة على درجة الماجستير في الخدمة الاجتماعية من جامعة كاليفورنيا الجنوبية وتعمل كمعالجة نفسية ومدربة يوغا في إحدى المدارس، أما والدها فهو توماس دبليو ماركل، وهو حائز على جائزة إيمي في فئة أفضل مدير فني، وقد ساعد عمله ميغان من التقرب إلى الفن حيث حضرت في كثير من الأحيان لمشاهدة عملية تصوير وإنتاج مجموعة من الأفلام على غرار سلسلة متزوج ولدي أطفال.
هذا وتجدر الإشارة إلى أن نسب ماركل يعود إلى الهولنديون الأيرلنديون من خلال والدها.
نشأت ماركل في هوليوود بمدينة لوس أنجلوس. ومن سن الخامسة، كانت تتلقى تعليمها في المدارس الخاصة الأولى في هوليوود وعلى رأسها مدرسة الأحمر الصغير، وفي وقت لاحق التحقت بمدرسة كاثوليكية ثانوية خاصة بالفتيات في لوس أنجلوس، ثم تخرجت في عام 2003 من جامعة نورث وسترن بالقرب من شيكاغو، حيث حصلت على شهادة الدراسات المعمقة في المسرح قبل أن تنتهي من درجة البكالوريوس في المسرح الدولي؛ وقد شملت دراستها التدريب في السفارة الأميركية في بوينس آيرس.

## الحياة الشخصية
ماركل كانت على علاقة مع الممثل والمنتج تريفور إنجلسون من عام 2004 حتى عام 2011، ثم تزوجا بحلول يوم 10 أيلول/سبتمبر 2011 في جامايكا، ولكنهما سرعان ما تطلقا وذلك بحلول شهر آب/أغسطس من العام 2013. ومنذ حزيران/يونيو من العام 2016، دخلت في علاقة مع الأمير هاري، وهو الملك السادس في ترتيب العرش البريطاني(الخامس أنذاك). التقى الأمير هاري والممثلة ماركل في موعد من إعداد وتدبير صديق مشترك، وقد تناولت الصحف خبر علاقتهما في تشرين الأول/أكتوبر 2016.
في 8 نوفمبر عام 2016، أصدر الأمين العام للاتصالات في العائلة المالكة بيان رسمي تناول فيه قضية «موجة من الاعتداء والتحرش وجهت لماركل»، وقد تكلم البيان عن العنصرية والقصص التشهيرية الموجهة لماركل، بما في ذلك اتهام الصحف (دون أن يحدد أي صحف) بتشويه صورة ميغان على الصفحات الأولى.
وخلال مقابلة أجرتها ميغان مع مجلة مجلة فانيتي فير في شهر سبتمبر من العام 2017، تكلمت ماركل لأول مرة عن حبها للأمير هاري قائلة:
وفي وقت لاحق من ذلك الشهر، ظهرت ماركل مع الأمير هاري في أول ظهور علني لهما معًا رفقة العائلة الملكية في الحفل الختامي لمسابقة Invictus Games في تورونتو.
حافظت ماركل على شقتها في تورونتو لسنوات بسبب تصوير مسلسل سويت هناك، ولكنها انتقلت في أواخر شهر نوفمبر 2017 بعد انتهاء العمل على الموسم السابع من السلسلة. في 27 نوفمبر 2017، أُعلن أن الأمير هاري سيتزوج بماركل بحلول سنة 2018، وكانت ماركل قد قابلت الأمير هاري والعائلة في العديد من المناسبات، كما من المتوقع أن تحمل لقب دوقة ساسكس أسبغ في حالة ما تم هذا الزواج. هذا وتجدر الإشارة إلى أن الزوجان سيعيشان معًا في قصر نوتنغهام في لندن، على أساس الانتقال إلى قصر كنسينغتون الواقع في لندن أيضا بعد حفل الزفاف في ربيع عام 2018. وقد قدم هاري لماركل خاتم الخطوبة والذي يتكون من ثلاثة ألماسات بالإضافة إلى مجوهرات أخرى اتخدت جميعها من والدة الأمير ديانا أميرة ويلز.
في يناير 2018 قامت ماركل بحذف جميع حساباتها على مواقع التواصل الاجتماعي وتأتي الخطوة ضمن تقاليد ملكية بريطانية حيث يمتنع أعضاء العائلة المالكة عن استخدام الشبكات الاجتماعية.
تزوج منها الأمير هاري في 19 مايو 2018 بكنيسة القديس جورج الواقعة في ساحة قلعة وندسور الشهيرة.

### الآراء السياسية
تعتبر الملكة ملزمة دستوريًا بالعمل بناءً على مشورة الحكومة، وعلى هذا النحو، يعد أفراد العائلة البريطانية المالكة محايدين سياسيًا بموجب التقاليد. رغم ذلك، كانت ماركل صريحة سياسيًا حتى قبل الزواج من الأمير هاري. وقد دعمت هيلاري كلينتون في الانتخابات الرئاسية الأمريكية لعام 2016 ونددت علنًا بخصمها، دونالد ترامب. في نفس العام، عندما صدرت نتائج استفتاء بقاء المملكة المتحدة ضمن الاتحاد الأوروبي 2016 لصالح انسحاب المملكة المتحدة من الاتحاد الأوروبي، أعربت ماركل عن خيبة أملها على إنستغرام. بصفتها ناخبة مؤهلة في الولايات المتحدة، أصدرت مقطع فيديو مع زوجها لتشجيع الآخرين على التسجيل في الانتخابات الرئاسية الأمريكية لعام 2020 في اليوم الوطني لتسجيل الناخبين. اعتبرته بعض وسائل الإعلام بمثابة تأييد ضمني للمرشح الديمقراطي، جو بايدن، ما دفع دونالد ترامب إلى رفض رسائلهم في مؤتمر صحفي.

## الحياة العامة

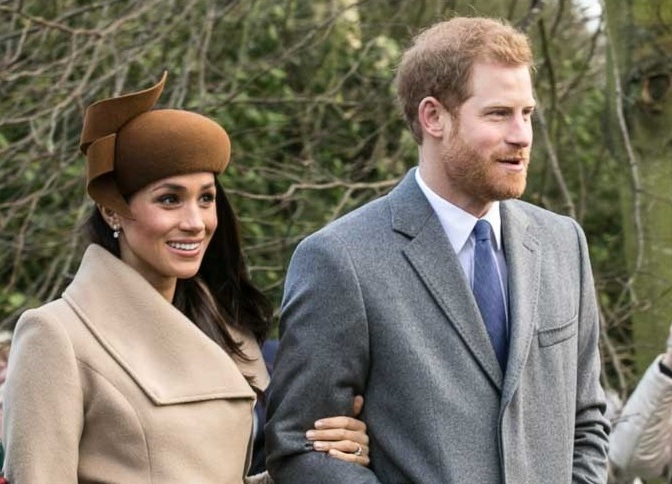
الأمير هاري و راشيل ميغان في يوم عيد الميلاد 2017.

### الواجبات الملكية
بعد خطوبتها، كان أول ظهور رسمي علني لماركل مع الأمير هاري في جولة يوم الإيدز العالمي في نوتنغهام في 1 ديسمبر عام 2017. في 12 مارس، كانت خدمة يوم الكومنولث 2018 في دير وستمنستر أول حدث ملكي حضرته مع الملكة. في 23 مارس، ذهب هاري وميغان في زيارة غير معلنة إلى أيرلندا الشمالية. في المجموع، حضرت ماركل 26 مناسبة عامة قبل زفافها. كانت أول مناسبة رسمية لميغان بعد زواجها في 22 مايو، عندما حضرت مع زوجها حفلة حديقة للاحتفال بالعمل الخيري لأمير ويلز.
في يوليو عام 2018، كانت أول رحلة رسمية لميغان للخارج بصفتها إحدى أفراد العائلة المالكة هي إلى دبلن في أيرلندا، مع هاري. في أكتوبر عام 2018، سافر الدوق والدوقة إلى سيدني في أستراليا لحضور دورة ألعاب انفيكتوس لعام 2018. شكلت هذه الرحلة جزءًا من جولة في المحيط الهادئ شملت أستراليا وفيجي وتونغا ونيوزيلندا. كممثلين للملكة، لقى الزوجان ترحيبًا حارًا من قبل الجماهير في سيدني، وأسعد الإعلان عن حمل ميغان بعد ساعات من وصولهما الجمهور ووسائل الإعلام. في أثناء زيارتهما للمغرب في فبراير عام 2019، عمل الدوق والدوقة على مشاريع تمركزت حول «تمكين المرأة وتعليم الفتيات والشمولية وتشجيع ريادة الأعمال الاجتماعية». شاركت ميغان في عمل زوجها كسفير للشباب في الكومنولث، والذي تضمن جولات خارجية.
بهدف إنشاء مكتب منفصل عن قصر كنسينغتون في عام 2019، أنشأ الدوق والدوقة حسابًا على موقع التواصل الاجتماعي، إنستغرام، والذي حطم الرقم القياسي لأسرع حساب يصل إلى مليون متابع حتى الآن. في أغسطس عام 2019، تعرضت ميغان وزوجها لانتقادات من قبل نشطاء حماية البيئة لاستخدامهما الطائرات الخاصة بانتظام عند القيام برحلاتهم الشخصية إلى الخارج، ما ترك بصمة كربونية شخصية أكبر مقارنةً بالطائرات التجارية. تماشى الانتقاد مع ردود الفعل التي واجهتها العائلة المالكة في يونيو عام 2019، بعد الكشف عن أنهم «ضاعفوا [بصمتهم] الكربونية من السفر بغرض العمل».
في سبتمبر وأكتوبر عام 2019، شملت جولة إلى أفريقيا الجنوبية بلدان مالاوي وأنغولا وجنوب أفريقيا وبوتسوانا. لأن ابنهما الرضيع آرتشي سافر مع عائلة ساسكس، كانت هذه «أول جولة رسمية لهم كعائلة».

### التنحي
في يناير عام 2020، عاد كل من ميغان وهاري إلى المملكة المتحدة من إجازة في كندا وأعلنا أنهما سيتراجعان عن دورهما كعضوين بارزين في العائلة المالكة، وأنهما سيوازنان وقتهما بين المملكة المتحدة وأمريكا الشمالية. أكد بيان صادر عن القصر أن الدوق والدوقة سيحصلان على الاستقلال المالي ولن يمثلا الملكة بعد الآن. سيحتفظ الزوجان بصفة أصحاب السمو الملكي الخاصة بهما لكن لن يُسمح لهما باستخدامها. خضع الدور الرسمي للدوق والدوقة لفترة مراجعة مدتها اثني عشر شهرًا، تنتهي في مارس عام 2021. كانت آخر مشاركة فردية لميغان بصفتها إحدى كبار أفراد العائلة المالكة هي زيارة مدرسة روبرت كلاك في 7 مارس في داجنهام قبل اليوم العالمي للمرأة.

### العمل ما بعد الملكية
حتى فبراير عام 2021، بقي هاري وميغان رئيسًا ونائبة رئيس صندوق الملكة للكومنولث على التوالي. عقدت جلسات محادثة حول صندوق الملكة للكومنولث بشكل دوري عبر الإنترنت ورفعت على موقع يوتيوب ليشاهدها عامة الشعب. في يونيو عام 2020، وقعوا مع وكالة هاري ووكر التابعة لشركة إنديفور الإعلامية، لإجراء محاضرات عامة. في سبتمبر عام 2020، وقعت عائلة ساسكس صفقة تجارية خاصة مع شركة نتفليكس «لتطوير مسلسلات وأفلام ووثائقيات وبرامج أطفال مكتوبة وغير مكتوبة لخدمة البث المباشر». في ديسمبر 2020، أُعلن أنها استثمرت في كليفر بليندز، وهي شركة قهوة مقرها في جنوب كاليفورنيا. في نفس الشهر، وقع كل من ميغان وهاري صفقة لعدة سنوات مع شركة سبوتيفاي لإنتاج واستضافة برامجهم الخاصة من خلال شركة آرتشيويل أوديو للإنتاج. صدرت الحلقة الأولى من التدوين صوتي، وهي حلقة خاصة بالأعياد، في ديسمبر عم 2020.

## الدعم والعمل الخيري
تحدثت ماركل في قمة عام 2014 للمؤسسة الخيرية الدولية، وان يونغ ورلد، في دبلن وحضرت حفل افتتاح 2016 في أوتاوا. في عام 2014، ذهبت في جولة إلى أفغانستان وإسبانيا مع منظمات الخدمة المتحدة.
في عام 2016، أصبحت ماركل سفيرة عالمية للمنظمة الكندية للرؤية العالمية، وسافرت إلى رواندا لدعم حملة المياه النظيفة. بعد رحلة إلى الهند هدفت إلى رفع مستوى الوعي بقضايا المرأة، كتبت مقالة في صفحة الإعلانات الممتازة لصالح مجلة تايم بشأن وصم النساء فيما يتعلق بالدورة الشهرية. عملت أيضًا كمناصرة مع هيئة الأمم المتحدة للمساواة بين الجنسين وتمكين المرأة. كانت ميغان ناشطة نسوية قوية تعتزم استخدام دورها كعضو في العائلة المالكة لمواصلة دعم حقوق المرأة والعدالة الاجتماعية. في عام 2017، انضمت ماركل إلى الأمير هاري في التعاون مع مؤسسة فيلة بلا حدود الخيرية للمساعدة في جهود الحماية الجارية في بوتسوانا.
في يناير عام 2018، أصبحت ماركل مهتمة بعمل مطبخ هاب المجتمعي الذي يديره الناجون من حريق برج غرينفيل. زارت المطبخ بانتظام، واقترحت على النازحات نشر كتاب طهي للمساعدة في تمويل المجموعة. في سبتمبر، صدر كتاب بعنوان معًا: كتاب الطهي الخاص بمجتمعنا، كأول مشروع خيري لها كدوقة ساسكس.
في مارس عام 2020، أُعلن أن أول مشروع لميغان لما بعد الملكية سيكون رواية فيلم ديزني نايتشر الوثائقي الفيل، والذي صدر في 3 أبريل. دعماً للفيلة، تبرع استوديو أفلام ديزني نايتشر وصندوق والت ديزني لحماية الأحياء البرية إلى مؤسسة فيلة بلا حدود لحماية الأنواع في بوتسوانا. في أبريل عام 2020، تطوعت ميغان مع زوجها بصفة خاصة لتوصيل الأطعمة التي أعدها مشروع أنجل فود شخصيًا لسكان لوس أنجلوس وسط جائحة فيروس كورونا في الولايات المتحدة. في يوليو عام 2020، تحدثت دعمًا لحركة حياة السود مهمة.

### الرعاية والاهتمامات
منذ يناير عام 2019 وحتى فبراير عام 2021، كانت ميغان راعية لمسرح لندن الوطني ورابطة جامعات الكومنولث. وهي لا تزال راعية خاصة لمنظمات سمارت ووركس ومايهو الخيرية. ومنذ مارس عام 2019 وحتى فبراير عام 2021، شغلت منصب نائبة رئيس صندوق الملكة للكومنولث. في أكتوبر عام 2019، أعربت ميغان عن إعلان هيئة الصحة العامة في إنجلترا مع أعضاء آخرين من العائلة المالكة لبرنامج الصحة العقلية «كل عقل مهم».

## قائمة أفلامها

### المسلسلات
| السنة     | عنوان الفيلم                             | الدور              | ملاحظات                                                |
| --------- | ---------------------------------------- | ------------------ | ------------------------------------------------------ |
| 2002      | المستشفى العام                           | جيل                | شاركت في موسم واحد فقط                                 |
| 2004      | مركز المدينة                             | ناتاشا             | شاركت في الحلقات الأربع من الموسم الأول فقط            |
| 2005      | Cuts                                     | كوري               | شاركت في خمس حلقات من الموسم الأول تحت عنوان حبيبي عاد |
| 2005      | Love, Inc.                               | تيريزا سانتوس      | شاركت في تسع حلقات من الموسم الأول                     |
| 2006      | 1 ضد 100                                 | نفسها              |                                                        |
| 2006      | الحرب في المنزل                          | سوزان              | شاركت في 17 حلقة من الموسم الأول                       |
| 2006      | سي اس آي: نيويورك                        | فيرونيكا بيريز     | شاركت في 7 حلقات من الموسم الثالث                      |
| 2006      | Deceit                                   | غوين               | فيلم تلفزي                                             |
| 2007      | Deal or No Deal                          | نفسها              | شاركت في 4 حلقات فقط                                   |
| 2008      | 90210                                    | ويندي              | شاركت في حلقتين فقط من الموسم الأول                    |
| 2008      | 'Til Death                               | تارا               | شاركت في حلقتين من الموسم الأول                        |
| 2009      | نايت رايدر                               | آني أورتيز         | شاركت في 14 حلقة من الموسم الأول                       |
| 2009      | دون أثر                                  | هولي               | شاركت في 15 حلقة من الموسم السابع                      |
| 2009      | فرينج                                    | عميلة إف بي آي     | شاركت في حلقتين فقط من الموسم الأول                    |
| 2009      | الدوري                                   | فتاة راندوم        | شاركت في حلقتين من الموسم الأول                        |
| 2010      | سي إس آي: ميامي                          | الضابطة مونتويا    | شاركت في 20 حلقة من الموسم الثامن                      |
| 2010      | The Boys and Girls Guide to Getting Down | دانا               | فيلم تلفزي                                             |
| 2011–2018 | سوتس                                     | رايتشل زين         | حصلت على دور رئيسي في المسلسل                          |
| 2012      | كاسل                                     | شارلوت             | شاركت في 17 حلقة من الموسم الرابع                      |
| 2014      | Extant                                   | الفتاة على الطاولة | شاركت في حلقتين من الموسم الأول                        |
| 2014      | When Sparks Fly                          | آيمي باترسون       | فيلم تلفزيوني                                          |
| 2016      | Dater's Handbook                         | كاساندرا براند     | فيلم تلفزي                                             |

### الأفلام
| السنة | عنوان الفيلم           | الدور               | ملاحظات   |
| ----- | ---------------------- | ------------------- | --------- |
| 2005  | الكثير مثل الحب        | راكبة على متن طائرة |           |
| 2010  | الحصول عليه في اليونان | تاتيانا             | دور ثانوي |
| 2010  | تذكرني                 | ميغان               |           |
| 2011  | مدراء فظيعون           | جيمي                |           |
| 2015  | المضاد الاجتماعي       | كريستين             |           |

## وصلات خارجية
- ميجان دوقة ساسكس على موقع IMDb (الإنجليزية)
- ميجان دوقة ساسكس على موقع ميتاكريتيك (الإنجليزية)
- ميجان دوقة ساسكس على موقع روتن توميتوز (الإنجليزية)
- ميجان دوقة ساسكس على موقع مونزينجر (الألمانية)
- ميجان دوقة ساسكس على موقع ألو سيني (الفرنسية)
- ميجان دوقة ساسكس على موقع ميوزك برينز (الإنجليزية)
- ميجان دوقة ساسكس على موقع تيرنر كلاسيك موفيز (الإنجليزية)
- ميجان دوقة ساسكس على موقع أول موفي (الإنجليزية)
- ميجان دوقة ساسكس على موقع قاعدة بيانات الأفلام السويدية (السويدية)
- ميجان دوقة ساسكس على موقع قاعدة بيانات الفيلم (الإنجليزية)